# Matías Lacava
Matías Rafael Lacava González (ur. 24 października 2002 w Caracas) – wenezuelski piłkarz pochodzenia hiszpańskiego występujący na pozycji skrzydłowego, reprezentant Wenezueli, od 2023 roku zawodnik portugalskiej Vizeli.